# Fouta Toro

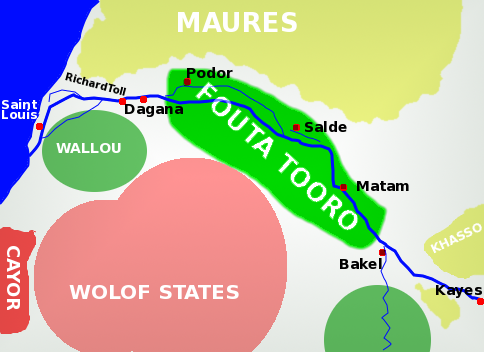
Fouta Toro in grün

Der Fouta Toro (andere Schreibweise Fouta Tooro und Futa Toro; früher auch als Mussukeba Sane bekannt) ist das Land hauptsächlich auf der linken, der südlichen Seite des Unterlaufs des Flusses Senegal. Das Gebiet erstreckt sich etwa von Bakel bis nach Dagana kurz vor Richard Toll.

## Geschichte
Im 18. und 19. Jahrhundert war der Fouta Toro das Kernland der Tukulor, einer Bevölkerungsgruppe, die zu den Fulbe-Völkern gehört. Das Reich Fouta Toro wurde 1776 gegründet, als der islamische Almaami Thierno Souleymane Bal im Zuge des Dschihad der Fulbe das animistische Reich Denanke besiegte. Die weitere Führung wurde nach seinem Tod im selben Jahr von Abd-el-Kadr Toorodi übernommen. Fouta Toro grenzte an die Reiche Waalo im Westen, das Jolof im Südwesten und Bondu im Südosten. In dem ebenen Gebiet gab es damals zahlreiche Tamarindenwälder und von der Bevölkerung wurde Hirse und Erdnüsse angebaut. Das Reich unterteilte sich in vier Distrikte: Dimar, Toro, das eigentliche Futa und Damga. Erste Hauptstadt wurde Thilogne.
Von Futa Toro aus begann der Sufi El Hadj Umar Tall 1851 einen Dschihad, der ihn ab 1854 in Konflikt mit den französischen Kolonialtruppen brachte. Nach mehreren Niederlagen wurden seine Truppen 1857 durch den französischen Gouverneur Louis Faidherbe geschlagen und er wich vor ihm nach Mali aus. Dort eroberte er 1861 Ségou, die Hauptstadt der Bambara. Fouta Toro wurde ab 1860 dem Französischen Kolonialreich eingegliedert. Das eigentliche Futa, welches eine republikanische Regierungsform unter einem wählbaren religiösen Führer (Almami, abgeleitet von Imam) besaß, konnte dabei seine Unabhängigkeit länger bewahren. Frankreich fasste die Gebiete mit Dagana, Podor, Saldé und Matam zum Distrikt Saint-Louis zusammen.
Mit der Unabhängigkeit der Staaten Senegal und Mauretanien wurde der Fluss Senegal zur Grenze zwischen beiden Ländern. Die Ortschaften am rechten Ufer des Senegal liegen seitdem in Mauretanien, die am linken Ufer in Senegal.